# ماریکو تسوتسوی
ماریکو تسوتسوی (انگلیسی: Mariko Tsutsui؛ زادهٔ ۱۳ اکتبر ۱۹۶۰) بازیگر اهل ژاپن است.
همچنین برندهٔ جوایزی همچون جایزه فیلم ماینیچی شده‌است.